# 10e étape du Tour d'Italie 2014
Pour un article plus général, voir Tour d'Italie 2014.
La 10e étape du Tour d'Italie 2014 s'est déroulée le mardi 20 mai 2014. Son départ a lieu à Modène et son arrivée à Salsomaggiore Terme après 173 km.

## Résultats

### Classement de l'étape
|    | Coureur          | Pays        | Équipe              |    | Temps           |
| -- | ---------------- | ----------- | ------------------- | -- | --------------- |
| 1  | Nacer Bouhanni   | France      | FDJ.fr              | en | 4 h 01 min 13 s |
| 2  | Giacomo Nizzolo  | Italie      | Trek Factory Racing | +  | m.t             |
| 3  | Michael Matthews | Australie   | Orica-GreenEDGE     |    | m.t             |
| 4  | Roberto Ferrari  | Italie      | Lampre-Merida       |    | m.t             |
| 5  | Enrico Battaglin | Italie      | Bardiani CSF        |    | m.t             |
| 6  | Vladimir Gusev   | Russie      | Katusha             |    | m.t             |
| 7  | Albert Timmer    | Pays-Bas    | Giant-Shimano       |    | m.t             |
| 8  | Ben Swift        | Royaume-Uni | Sky                 |    | m.t             |
| 9  | Cadel Evans      | Australie   | BMC Racing          |    | m.t             |
| 10 | Mauro Finetto    | Italie      | Neri Sottoli        |    | m.t             |

### Points attribués
|    | Cycliste        | Pays        | Équipe                       | Points |
| -- | --------------- | ----------- | ---------------------------- | ------ |
| 1  | Marco Bandiera  | Italie      | Androni Giocattoli-Venezuela | 20     |
| 2  | Andrea Fedi     | Italie      | Neri Sottoli                 | 16     |
| 3  | Elia Viviani    | Italie      | Cannondale                   | 12     |
| 4  | Nicola Ruffoni  | Italie      | Bardiani CSF                 | 9      |
| 5  | Roberto Ferrari | Italie      | Lampre-Merida                | 7      |
| 6  | Giacomo Nizzolo | Italie      | Trek Factory Racing          | 6      |
| 7  | Nacer Bouhanni  | France      | FDJ.fr                       | 4      |
| 8  | Boy van Poppel  | Pays-Bas    | Trek Factory Racing          | 3      |
| 9  | Ben Swift       | Royaume-Uni | Sky                          | 2      |
| 10 | Daniele Ratto   | Italie      | Cannondale                   | 1      |

|    | Cycliste            | Pays        | Équipe                  | Points |
| -- | ------------------- | ----------- | ----------------------- | ------ |
| 1  | Nacer Bouhanni      | France      | FDJ.fr                  | 50     |
| 2  | Giacomo Nizzolo     | Italie      | Trek Factory Racing     | 40     |
| 3  | Michael Matthews    | Australie   | Orica-GreenEDGE         | 34     |
| 4  | Roberto Ferrari     | Italie      | Lampre-Merida           | 28     |
| 5  | Enrico Battaglin    | Italie      | Bardiani CSF            | 25     |
| 6  | Vladimir Gusev      | Russie      | Katusha                 | 22     |
| 7  | Albert Timmer       | Pays-Bas    | Giant-Shimano           | 20     |
| 8  | Ben Swift           | Royaume-Uni | Sky                     | 18     |
| 9  | Cadel Evans         | Australie   | BMC Racing              | 16     |
| 10 | Mauro Finetto       | Italie      | Neri Sottoli            | 14     |
| 11 | Tony Hurel          | France      | Europcar                | 12     |
| 12 | Nathan Haas         | Australie   | Garmin-Sharp            | 10     |
| 13 | Rigoberto Urán      | Colombie    | Omega Pharma-Quick Step | 8      |
| 14 | Georg Preidler      | Autriche    | Giant-Shimano           | 7      |
| 15 | Luka Mezgec         | Slovénie    | Giant-Shimano           | 6      |
| 16 | Sébastien Chavanel  | France      | FDJ.fr                  | 5      |
| 17 | Maxime Monfort      | Belgique    | Lotto-Belisol           | 4      |
| 18 | David Tanner        | Australie   | Belkin                  | 3      |
| 19 | Kanstantsin Siutsou | Biélorussie | Sky                     | 2      |
| 20 | Robert Kišerlovski  | Croatie     | Trek Factory Racing     | 1      |

## Classements à l'issue de l'étape

### Classement général
|    | Cycliste           | Pays      | Équipe                  |    | Temps            |
| -- | ------------------ | --------- | ----------------------- | -- | ---------------- |
| 1  | Cadel Evans        | Australie | BMC Racing              | en | 42 h 50 min 47 s |
| 2  | Rigoberto Urán     | Colombie  | Omega Pharma-Quick Step | +  | 57 s             |
| 3  | Rafał Majka        | Pologne   | Tinkoff-Saxo            |    | 1 min 10 s       |
| 4  | Domenico Pozzovivo | Italie    | AG2R La Mondiale        |    | 1 min 20 s       |
| 5  | Steve Morabito     | Suisse    | BMC Racing              |    | 1 min 31 s       |
| 6  | Fabio Aru          | Italie    | Astana                  |    | 1 min 39 s       |
| 7  | Diego Ulissi       | Italie    | Lampre-Merida           |    | 1 min 43 s       |
| 8  | Wilco Kelderman    | Pays-Bas  | Belkin                  |    | 1 min 44 s       |
| 9  | Nairo Quintana     | Colombie  | Movistar                |    | 1 min 45 s       |
| 10 | Robert Kišerlovski | Croatie   | Trek Factory Racing     |    | 1 min 49 s       |

### Classement par points
|   | Cycliste        | Pays   | Équipe              | Points |
| - | --------------- | ------ | ------------------- | ------ |
| 1 | Nacer Bouhanni  | France | FDJ.fr              | 220    |
| 2 | Giacomo Nizzolo | Italie | Trek Factory Racing | 196    |
| 3 | Roberto Ferrari | Italie | Lampre-Merida       | 156    |

### Classement du meilleur grimpeur
|   | Cycliste         | Pays     | Équipe              | Points |
| - | ---------------- | -------- | ------------------- | ------ |
| 1 | Julián Arredondo | Colombie | Trek Factory Racing | 47     |
| 2 | Diego Ulissi     | Italie   | Lampre-Merida       | 39     |
| 3 | Stefano Pirazzi  | Italie   | Bardiani CSF        | 26     |

### Classement du meilleur jeune
|   | Cycliste     | Pays    | Équipe        |    | Temps            |
| - | ------------ | ------- | ------------- | -- | ---------------- |
| 1 | Rafał Majka  | Pologne | Tinkoff-Saxo  | en | 42 h 51 min 57 s |
| 2 | Fabio Aru    | Italie  | Astana        | +  | 29 s             |
| 3 | Diego Ulissi | Italie  | Lampre-Merida |    | 33 s             |

### Classements par équipes

#### Classement aux temps
|   | Équipe                  | Pays       |    | Temps             |
| - | ----------------------- | ---------- | -- | ----------------- |
| 1 | Omega Pharma-Quick Step | Belgique   | en | 127 h 49 min 39 s |
| 2 | AG2R La Mondiale        | France     | +  | 56 s              |
| 3 | BMC Racing              | États-Unis |    | 1 min 11 s        |

#### Classement aux points
|   | Équipe              | Pays       | Points |
| - | ------------------- | ---------- | ------ |
| 1 | Lampre-Merida       | Italie     | 176    |
| 2 | Trek Factory Racing | États-Unis | 174    |
| 3 | Orica-GreenEDGE     | Australie  | 159    |

### Autres classements
|   | Cycliste       | Pays   | Équipe                       | Points |
| - | -------------- | ------ | ---------------------------- | ------ |
| 1 | Marco Bandiera | Italie | Androni Giocattoli-Venezuela | 32     |
| 2 | Andrea Fedi    | Italie | Neri Sottoli                 | 26     |
| 2 | Elia Viviani   | Italie | Cannondale                   | 19     |

|   | Cycliste        | Pays   | Équipe              | Points |
| - | --------------- | ------ | ------------------- | ------ |
| 1 | Nacer Bouhanni  | France | FDJ.fr              | 25     |
| 2 | Giacomo Nizzolo | Italie | Trek Factory Racing | 23     |
| 3 | Elia Viviani    | Italie | Cannondale          | 21     |

|   | Cycliste        | Pays   | Équipe              | Points |
| - | --------------- | ------ | ------------------- | ------ |
| 1 | Nacer Bouhanni  | France | FDJ.fr              | 14     |
| 2 | Diego Ulissi    | Italie | Lampre-Merida       | 8      |
| 3 | Giacomo Nizzolo | Italie | Trek Factory Racing | 7      |

|   | Cycliste           | Pays     | Équipe                       | Points |
| - | ------------------ | -------- | ---------------------------- | ------ |
| 1 | Andrea Fedi        | Italie   | Neri Sottoli                 | 608    |
| 2 | Marco Bandiera     | Italie   | Androni Giocattoli-Venezuela | 504    |
| 3 | Maarten Tjallingii | Pays-Bas | Belkin                       | 391    |

| \| \| Cycliste \| Pays \| Équipe \| Points \| \| - \| -------------- \| -------- \| ----------------------- \| ------ \| \| 1 \| Diego Ulissi \| Italie \| Lampre-Merida \| 12 \| \| 2 \| Nacer Bouhanni \| France \| FDJ.fr \| 12 \| \| 3 \| Rigoberto Urán \| Colombie \| Omega Pharma-Quick Step \| 4 \| |                |          |                         |        |
| | Cycliste       | Pays     | Équipe                  | Points |
| 1 | Diego Ulissi   | Italie   | Lampre-Merida           | 12     |
| 2 | Nacer Bouhanni | France   | FDJ.fr                  | 12     |
| 3 | Rigoberto Urán | Colombie | Omega Pharma-Quick Step | 4      |

## Abandon
- Yannick Eijssen (BMC Racing) : abandon sur chute